# Feniano

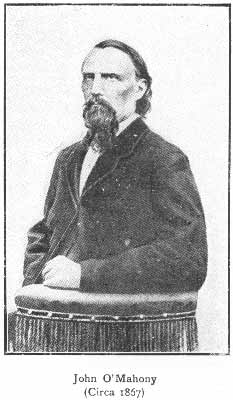
John O'Mahony, fundador de la Hermandad Feniana en Estados Unidos.

El término feniano (en irlandés: Fianna) se utiliza desde los años 1850 para referirse a los nacionalistas irlandeses, que se oponían al dominio británico sobre Irlanda. También puede referirse específicamente a los miembros de la Hermandad Republicana Irlandesa. La palabra sigue en uso, especialmente en Escocia e Irlanda del Norte, donde su significado original se ha expandido hasta incluir a todos los simpatizantes del nacionalismo irlandés y, por extensión, a los católicos de ascendencia irlandesa, muchos de los cuales son vistos, estereotípicamente, como simpatizantes del nacionalismo irlandés. Hoy en día, el término suele considerarse ofensivo.[cita requerida]

## Etimología
La palabra deriva del irlandés Fianna o Na Fianna Éireann (“guerreros de Irlanda”), que en la mitología celta era una banda de guerreros formada para proteger Irlanda, siendo Fionn Mac Cumhaill el más famoso de ellos.[cita requerida]

## Uso histórico
La Hermandad Feniana fue fundada en 1858 por John O'Mahony, James Stephens y Michael Doheny como la rama estadounidense de la Hermandad Republicana Irlandesa. Rápidamente se independizó de ésta, aunque continuó trabajando para ganar el apoyo de los irlandeses estadounidenses a una rebelión armada en Irlanda.[cita requerida]
«Feniano» (Fenian) es el único epitafio en la tumba de Thomas James Clarke, nacionalista irlandés ejecutado por el Ejército Británico después del Alzamiento de Pascua de 1916.[cita requerida]

### Canadá
La Hermandad Feniana realizó en la década de 1860 varios intentos de invadir partes del sur de Canadá, en ese entonces dominio británico, con el fin de presionar al Reino Unido para que le diera a Irlanda la independencia.[cita requerida]

## Uso contemporáneo

### Irlanda del Norte
En Irlanda del Norte, «feniano» se utiliza en algunas ocasiones para referirse a los católicos o a los nacionalistas irlandeses, y tanto católicos como por protestantes lo consideran ofensivo.[cita requerida]
En 1984, el político unionista y miembro de la Fuerza Voluntaria del Úlster, George Seawright, causó polémica al decir que los católicos que se oponían al izamiento de la Bandera de la Unión eran "simplemente escoria feniana adoctrinada por la Iglesia Católica".
Fianna Fáil es también el nombre del partido político actualmente en el gobierno en la República de Irlanda.

### Escocia
El término se usa de forma similar en Escocia. Lo usan los aficionados del equipo de fútbol de los Rangers para referirse a sus rivales del Celtic, club que tiene sus orígenes entre la población inmigrante irlandesa católica de Glasgow.[cita requerida]

### Australia
En Australia, «feniano» se usa como una manera peyorativa de llamar a aquellos miembros del Partido Laborista Australiano (Australian Labor Party, ALP) que tienen visiones nacionalistas similares a las de los nacionalistas irlandeses. Michael Atkinson, fiscal general laborista del estado de Australia Meridional, se refirió a los miembros del partido que querían remover el nombre del Consejo de la Reina y otras referencias a la Corona británica como "fenianos y bolcheviques", en un discurso dado en una convención del ALP en Adelaida, el 15 de octubre de 2006.[cita requerida]